# Meduliak
Meduliak, ókori néptörzs, Aquitaniában éltek az óceán partján, feltehetőleg a mai Medoc táján. idősebb Plinius tesz említést róluk azzal a megjegyzéssel, hogy régóta híresek osztrigáikról.